# Morgan Göransson
Morgan Erik Vilhelm Göransson (ur. 24 listopada 1972 we Frösön) – szwedzki biegacz narciarski, dwukrotny medalista mistrzostw świata juniorów.

## Kariera
Po raz pierwszy na arenie międzynarodowej pojawił się w 1991 roku, startując na mistrzostwach świata juniorów w Reit im Winkl. Wywalczył tam brązowy medal w sztafecie. Na rozgrywanych rok później mistrzostwach świata juniorów w Vuokatti zwyciężył w sztafecie, był ósmy w biegu na 10 km i dziesiąty na 30 km.
W Pucharze Świata zadebiutował 15 stycznia 1994 roku w Holmenkollen, zajmując 59. miejsce w biegu na 15 km techniką dowolną. Pierwsze pucharowe punkty zdobył 27 listopada 1994 roku w Kirunie, gdzie rywalizację na dystansie 10 km klasykiem ukończył na 28. miejscu. Najlepszy wynik w zawodach tego cyklu osiągnął 20 grudnia 1994 roku w Sappadzie, gdzie w biegu na 10 km stylem dowolnym był piąty. W klasyfikacji generalnej sezonu 1994/1995 zajął ostatecznie 32. miejsce.
W 2002 roku wziął udział w igrzyskach olimpijskich w Salt Lake City, gdzie zajął 27. miejsce w biegu na 15 km stylem klasycznym i 13. miejsce w sztafecie. Zajął też 23. miejsce w biegu łączonym podczas mistrzostw świata w Lahti w 2001 roku.

## Osiągnięcia

### Igrzyska olimpijskie
| Miejsce | Dzień     | Rok  | Miejscowość    | Konkurencja             | Czas biegu | Strata  | Zwycięzca                   |
| ------- | --------- | ---- | -------------- | ----------------------- | ---------- | ------- | --------------------------- |
| DNF     | 9 lutego  | 2002 | Salt Lake City | 30 km stylem dowolnym   | 1:11:31,0  | -       | Christian Hoffmann          |
| 27.     | 12 lutego | 2002 | Salt Lake City | 15 km stylem klasycznym | 37:07,4    | +2:38,3 | Andrus Veerpalu             |
| DNS     | 14 lutego | 2002 | Salt Lake City | 2 × 10 km łączony       | 49:48,9    | -       | Thomas Alsgaard Frode Estil |
| 13.     | 17 lutego | 2002 | Salt Lake City | Sztafeta 4 × 10 km      | 1:32:45,5  | +5:14,0 | Norwegia                    |

### Mistrzostwa świata
| Miejsce | Dzień     | Rok  | Miejscowość | Konkurencja       | Czas biegu | Strata  | Zwycięzca    |
| ------- | --------- | ---- | ----------- | ----------------- | ---------- | ------- | ------------ |
| 23.     | 17 lutego | 2001 | Lahti       | 2 × 10 km łączony | 47:15,5    | +1:28,1 | Per Elofsson |

### Mistrzostwa świata juniorów
| Miejsce | Dzień    | Rok  | Miejscowość   | Konkurencja             | Wynik     | Strata  | Zwycięzca           |
| ------- | -------- | ---- | ------------- | ----------------------- | --------- | ------- | ------------------- |
| 24.     | 8 marca  | 1991 | Reit im Winkl | 30 km stylem dowolnym   | 1:25:35,9 | +7:44,8 | Thomas Alsgaard     |
| 2.      | 10 marca | 1991 | Reit im Winkl | Sztafeta 4 × 10 km      | 1:40:45,0 | +3:52,6 | Norwegia            |
| 8.      | 18 marca | 1992 | Vuokatti      | 10 km stylem klasycznym | 25:11,9   | +59,1   | Mathias Fredriksson |
| 1.      | 20 marca | 1992 | Vuokatti      | Sztafeta 4 × 10 km      | ?         | -       | -                   |
| 10.     | 22 marca | 1992 | Vuokatti      | 30 km stylem dowolnym   | 1:19:15,7 | +5:11,9 | Mathias Fredriksson |

### Puchar Świata

#### Miejsca w klasyfikacji generalnej
- sezon 1994/1995: 32.
- sezon 1995/1996: 39.
- sezon 1996/1997: 68.
- sezon 1997/1998: 85.
- sezon 1998/1999: 68.
- sezon 1999/2000: 41.
- sezon 2000/2001: 46.
- sezon 2001/2002: 81.

#### Miejsca na podium w zawodów PŚ
Göransson nigdy nie stał na podium zawodów PŚ.